# Hemipenthes
Hemipenthes es un gran género de moscas perteneciente a la familia de las Bombyliidae (moscas abeja). Hay muchas especies descritas, distribuidas por todo el holártico. Son moscas robustas, de pequeñas a grandes, con una longitud corporal de 5 a 14 mm de longitud. Se pueden distinguir varios géneros similares (Villa) por las venaciones de sus alas. Varias especies que anteriormente pertenecían a este género se trasladaron al género Ins separado en 2020. 
Las larvas son hiperparásitos de himenópteros parásitos . 

## Especies existentes
- H. alba Ávalos-Hernández, 2009 - Nearctic: México
- H. bigradata (Loew, 1869) - Nearctic: USA (California, Nuevo México). Neotropical: Cuba, Bahamas, Jamaica, Puerto Rico
- H. blanchardiana (Jaennicke, 1867) - Nearctic: México (Distrito Federal, Guanajuato, Guerrero, México, Puebla, Sonora), USA (Arizona, California, Texas)
- H. castanipes Bigot, 1892 - Nearctic
- H. catulina (Coquillett, 1894) - Nearctic: USA (California, Colorado, Idaho, Illinois, Indiana, Iowa, Míchigan, Minnesota, Montana, New Jersey, Nuevo México, New York, Ohio, Pensilvania, Utah, Washington, Wisconsin, Wyoming)
- H. chimaera (Osten Sacken, 1887) - Nearctic: México (Guerrero, Sonora), USA (Arizona)
- H. comanche (Painter in Painter & Painter, 1962) - Nearctic: USA (Arizona, California, Colorado, Nevada, Nuevo México, Utah)
- H. differens (Hall, 1976) - Neotropical: Chile
- H. discolor (Hall, 1976) - Neotropical: Chile
- H. ditaenia (Wiedemann, 1828) - Neotropical: Argentina, Chile, Perú, Uruguay
- H. divisa (Walker) - Neotropical: South America
- H. edwardsii (Coquillett, 1894) - Nearctic: Canadá (British Columbia), USA (California)
- H. edwarsi (Oldroyd, 1938) - Neotropical: Chile
- H. epilais (Wiedemann, 1828) - Neotropical: Brasil
- H. ethiops (Greathead, 1967) - Afrotropical: Ethiopia
- H. eversmanni Zaitzev and Madra Mandicencio, 1966 - Palaearctic: Kazajistán, Moldavia, Rusia, Ukraine
- H. exoprosopoides Paramonov, 1928 - Palaearctic: Armenia, Azerbaiyán, China (Sichuan), Irán, Kyrgyz Republic, Tayikistán, Turkmenistán, Uzbekistán.
- H. extensa Wulp, 1888 - Neotropical: Argentina
- H. galapagensis (Painter & Painter, 1974) - Neotropical: Argentina
- H. galathea (Osten Sacken, 1886) - Neotropical: Costa Rica
- H. gaudanica Paramonov, 1927 - Palaearctic: China (Xinjiang), Irán, Kyrgyz Republic, Mongolia, Tayikistán, Turkmenistán, Uzbekistán
- H. gayi (Macquart, 1840) - Neotropical: Chile
- H. gussakovskyi Zaitzev, 1966 - Palaearctic: Tayikistán, Turkmenistán
- H. hamifera (Loew, 1854) - Palaearctic: Armenia, Azerbaiyán, Bulgaria, China (Jiangsu, Nei Monggol, Xinjiang), France, Greece, Gruzia, Irán, Italy (incl. Sicily), Kazajistán, Kyrgyz Republic, Mongolia, Rusia (ES, WS), Spain, Tayikistán, Turkey, Turkmenistán, Uzbekistán, Yugoslavia
- H. incisiva (Walker, 1852) - Nearctic: México (Guerrero)
- H. inops (Coquillett, 1887) - Nearctic: USA (Arizona, California, Colorado, Oregón, Utah, Washington)
- H. jaennickeana (Osten Sacken, 1886) - Nearctic: México (Morelos, Sonora), USA (Arizona, California, Colorado, Idaho, Montana, Nevada, Nuevo México, Oregón, Texas, Utah)
- H. jezoensis (Matsumura, 1916) - Oriental: Taiwán. Palaearctic: Japan
- H. lepidota (Osten Sacken, 1887) - Nearctic: Canadá (Alberta), México (Baja California Norte, Baja California Sur, Chihuahua, Guerrero, Puebla, San Luis Potosí, Sonora, Tamaulipas), USA (Arizona, California, Colorado, Idaho, Luisiana, Nevada)
- H. maura (Linnaeus, 1758) - Palaearctic
- H. melaleuca (Wiedemann, 1828) - Neotropical: Argentina, Uruguay
- H. melana Bowden, 1965 - Oriental: Nepal
- H. mesasiatica Zaitzev, 1962 - Palaearctic: Tayikistán, Turkmenistán, Uzbekistán
- H. micromelas (Bigot, 1892) - Neotropical: Argentina
- H. mischanensis Paramonov, 1927 - Palaearctic: Armenia
- H. montanorum (Austen, 1936) - Oriental: China (Yunnan). Palaearctic: China (Qinghai, Sichuan, Xizang)
- H. morio (Linnaeus, 1758) - Oriental, Palaearctic
- H. nitidofasciata (Portschinsky, 1892) - Palaearctic: Kyrgyz Republic, Rusia, Tayikistán
- H. noscibilis (Austen, 1936) - Palaearctic: China (Xizang)
- H. nudiuscula (Thomson, 1869) - Neotropical: Panamá
- H. pamirensis Zaitzev, 1962 - Palaearctic: Mongolia, Tayikistán, Turkmenistán, Uzbekistán
- H. panfilovi Zaitzev, 1981 - Palaearctic: Rusia
- H. pauper (Becker, 1916) - Palaearctic: Argelia, Egypt
- H. praecisa (Loew, 1869) - Palaearctic: China (Beijing, Hebei, Nei Monggol), Kyrgyz Republic, Mongolia, Rusia, Tayikistán, Turkmenistán, Uzbekistán
- H. pullata (Coquillett, 1894) - Nearctic: USA (Arizona, California)
- H. referens (Walker, 1852) - Oriental: India, Myanmar, Pakistán
- H. robusta Zaitzev, 1966 - Palaearctic: Armenia, Azerbaiyán, China, Gruzia, Kazajistán, Kyrgyz Republic, Tayikistán, Turkmenistán, Uzbekistán
- H. ruficollis (Bigot, 1892) - Neotropical: Argentina, Venezuela
- H. scylla (Osten Sacken, 1887) - Nearctic: México (Guanajuato, Sonora), USA (Arizona, Texas). Neotropical: Venezuela
- H. semifucata (Hall, 1976) - Nearctic: USA (Arizona)
- H. seminigra Loew, 1869 - Nearctic: Canadá (Alberta, Saskatchewan), México (Sonora), USA (Arizona, California, Colorado, Idaho, Montana, Nevada, Nuevo México, Oregón, Utah, Washington). Neotropical: Puerto Rico (incl. H. eumenes)
- H. sinuosa (Wiedemann, 1821) - Nearctic: USA
- H. splendida Zaitzev, 1962 - Palaearctic: Kazajistán, Kyrgyz Republic, Tayikistán, Turkmenistán
- H. subarcuata Loew, 1871 - Palaearctic: Tayikistán, Tunisia
- H. subvelutina Loew, 1871 - Palaearctic: Armenia, Azerbaiyán, China (Shandong), Gruzia, Irán, Mongolia, Kazajistán, Kyrgyz Republic, Tayikistán, Turkey, Turkmenistán, Uzbekistán
- H. tarapacensis (Hall, 1976) - Neotropical: Chile
- H. tenuirostris (Macquart, 1850) - Neotropical: Chile, Perú
- H. translucens Ávalos-Hernández, 2009 - Nearctic: México
- H. tushetica Zaitzev, 1966 - Palaearctic: Armenia, Azerbaiyán, China (Nei Monggol, Qinghai, Xinjiang), Gruzia, Irán
- H. velutina (Meigen, 1820) - Oriental (Pakistán), Palaearctic
- H. villeneuvi François, 1970 - Palaearctic: France, Greece, Italy
- H. vockerothi François, 1969 - Palaearctic: Spain
- H. webberi (Johnson, 1919) - Nearctic: Canadá (Ontario, Quebec), USA (Connecticut, Kentucky, Massachusetts, Vermont, Wyoming)
- H. wilcoxi (Painter, 1933) - Nearctic: USA (California, Washington)
- H. yaqui (Painter in Painter & Painter, 1962) - Nearctic: México (Sonora), USA (Arizona)

### Especies extintas
- H. gabbroensis (Handlirsch, 1907) - (Mioceno) Italia
- H. provincialis (Handlirsch, 1907) - (Oligoceno) Francia
- H. tertiaria (Handlirsch, 1907) - (Oligoceno) Alemania